# 1596 v. Chr.
Portal Geschichte | Portal Biografien | Aktuelle Ereignisse | Jahreskalender | Tagesartikel

◄ |
17. Jahrhundert v. Chr. |
16. Jahrhundert v. Chr. |
15. Jahrhundert v. Chr. |
►

1580er v. Chr. |
1570er v. Chr. |
►

1596 v. Chr. |
1595 v. Chr. |
1594 v. Chr. |
1593 v. Chr. |
► |
►►

## Ereignisse

### Babylonien
- Mögliches 11. Regierungsjahr des Ammi-saduqa:
  - Im babylonischen Kalender fällt das babylonische Neujahr des 1. Nisannu auf den 7.–8. März[1], der Vollmond im Nisannu auf den 20.–21. März[1], der 1. Ululu auf den 1.–2. August[1], der 1. Ululu II auf den 31. August–1. September[1] und der 1. Tašritu auf den 30. September–1. Oktober[1].
    - Venus geht am 25. Ululu unter und erscheint nach 16 Tagen wieder am 11. Ululu II.
    - Venusuntergang am 25. August (25. Ululu: 25.–26. August) gegen 19:27 Uhr; Sonnenuntergang gegen 18:36 Uhr.[1]
    - Venusaufgang am 11. September (11. Ululu II: 10.–11. September) gegen 6:34 Uhr; Sonnenaufgang gegen 5:41 Uhr.[1]